# Ecnomus larakia
Ecnomus larakia là một loài Trichoptera trong họ Ecnomidae. Chúng phân bố ở miền Australasia.